# لويس ميغيل سانشيز بينيتيز
لويس ميغيل سانشيز بينيتيز (بالإسبانية: Luismi) (5 مايو 1992 ببورتو سيرانو في إسبانيا - ) هو لاعب كرة قدم إسباني في مركزي الوسط والدفاع. لعب مع ريال بلد الوليد ونادي إشبيلية وSevilla FC C ‏.

## وصلات خارجية
- لويس ميغيل سانشيز بينيتيز على موقع الاتحاد الأوربي (الإنجليزية)
- لويس ميغيل سانشيز بينيتيز على موقع قاعدة بيانات كرة القدم.إي يو (الإنجليزية)
- لويس ميغيل سانشيز بينيتيز على موقع Soccerway.com (الإنجليزية)
- لويس ميغيل سانشيز بينيتيز على موقع AS.com (الإسبانية)